# La Lantejuela
La Lantejuela település Spanyolországban, Sevilla tartományban. La Lantejuela Écija, Osuna és Marchena községekkel határos. Lakosainak száma 3861 fő (2024).

## Népesség
A település népessége az elmúlt években az alábbi módon változott:
| Lakosok száma | 3629 | 3740 | 3800 | 3885 | 3938 | 3899 | 3836 | 3814 | 3865 | 3861 |
|               | 2001 | 2004 | 2007 | 2009 | 2012 | 2014 | 2017 | 2019 | 2022 | 2024 |